# جينيفيف لويد
جينيفيف لويد (بالإنجليزية: Genevieve Lloyd)‏ (وُلدت في كوتاموندرا بنيو ساوث ويلز في 16 أكتوبر 1941) هي فيلسوفة أسترالية ونسوية.

## سيرتها الذاتية
درست جينيفيف لويد الفلسفة في جامعة سيدني في أوائل الستينيات ثم في كلية سومرفيل أكسفورد حيث حصلت على درجة الدكتوراة في الفلسفة في عام 1973، في «الزمن والتوتر». ومن عام 1967 حتى عام 1987 حاضرت في الجامعة الوطنية الأسترالية، وخلال تلك الفترة طورت أفكارها الأكثر تأثيرًا وكتبت كتاب «رجل العقل»، الذي نُشر في عام 1984. وفي عام 1987 تم تعيينها في قسم الفلسفة في جامعة نيو ساوث ويلز، وأصبحت أول أستاذة في الفلسفة تم تعيينها في أستراليا. وعند تقاعدها، تم تعيينها أستاذة فخرية.

## مؤلفاتها

### كتب
- جينيفيف لويد، الرجل العقل: «ذكر» و «أنثى» في الفلسفة الغربية. (رقم دولي معياري للكتاب) 0-416-34920-X.
- جينيفيف لويد،(1993). الرجل العقل: «ذكر» و «أنثى» في الفلسفة الغربية (الطبعة الثانية). روتليدج. (رقم دولي معياري للكتاب) 0-415-09681-2.
- جينيفيف لويد، (1993). أن يكون في الوقت المناسب: الأنفس والراوي في الفلسفة والأدب. روتليدج. (رقم دولي معياري للكتاب) 9780415071963.
- جينيفيف لويد، (1994). جزء من الطبيعة: معرفة الذات في أخلاقيات سبينوزا. مطبعة جامعة كورنيل. (رقم دولي معياري للكتاب) 9780801429996.
- جينيفيف لويد، (1996). دليل الفلسفة روتلدج إلى سبينوزا والأخلاق. روتليدج. (رقم دولي معياري للكتاب) 9780415107822.
- جينيفيف لويد، Gatens، Moira (1999). تصورات جماعية: سبينوزا، الماضي والحاضر. روتليدج. (رقم دولي معياري للكتاب) 9780415165716.
- جينيفيف لويد، (2001). سبينوزا: التقييمات النقدية. روتليدج. (رقم دولي معياري للكتاب) 9780415186223.
- جينيفيف لويد، (2002). النسوية وتاريخ الفلسفة، دار نشر جامعة أكسفورد، (رقم دولي معياري للكتاب) 9780415186223.
- جينيفيف لويد، (2008). بروفيدانس المفقودة. دار نشر جامعة هارفارد، (رقم دولي معياري للكتاب) 9780674031531.
- جينيفيف لويد،(2013). ظلال التنوير. مطبعة جامعة أكسفورد (دار نشر جامعة أكسفورد). (رقم دولي معياري للكتاب) 9780199669561.
- جينيفيف لويد، (2018). استصلاح عجب: بعد سامية. مطبعة جامعة ادنبره. (رقم دولي معياري للكتاب) 9781474433112.

## روابط خارجية
- Help Sheet on Genevieve Lloyd
- Women of Philosophy, Stirring Up The Pot Report of talk
- Waking Sleeping Beauty Honours thesis discussing Lloyd on رينيه ديكارت [وصلة مكسورة]